# 卡斯皮齿翼鸟属
卡斯皮齿翼鸟属（学名：Caspiodontornis）是远洋鸟科的一属。

## 下属物种
本属包括以下物种：
- Caspiodontornis kobystanicus Aslanova & Burchak-Abramowich, 1982[2]